# Botorrita IV
 (juin 2009).
Si vous disposez d'ouvrages ou d'articles de référence ou si vous connaissez des sites web de qualité traitant du thème abordé ici, merci de compléter l'article en donnant les références utiles à sa vérifiabilité et en les liant à la section « Notes et références ».
Botorrita IV, aussi appelée Bronze IV ou Bronce IV, est la quatrième des plaques de Botorrita, découvertes à Botorrita.
Cette plaque de bronze fut trouvée en 1994 à Jaulin et elle est datée du IIe siècle av. J.-C. Elle se trouve depuis 2001 au musée de Saragosse.
Elle mesure 13,7 × 15,9 × 0,2 cm. Elle est gravée des deux côtés. Le texte est en écriture celtibère et en langue celtibère, langue celtique parlée par les Celtibères.

## Transcriptions
| Lecture de Francisco Villar y Carlos Jordán (2001) | Lecture de Francisco Beltrán Lloris (2001) |
| Côté A | Côté A |
| 1. [---]tam tirikantam : entorkue : toutam[---] 2. [---]sua kombal[.]z : bouitos : ozeum : + ---] 3. [---]i : turuntas : tirikantos : kustai : bize+[---] 4. [---]a : karalom : aranti : otenei : ambi++[---] 5. [---]kom : atibion : taskue+[c.3]a[+]s[---] 6. [---]kue : usimounei : [---] 7. [---]karalom : ios : lu[.]e[.]s[---] 8. [---][c.2]oi+u[..]ti … esta[..]+[---] 9. [---]uta : +[c.4][.]kue[---] 10. [---]ti[c.2]n[.]e[---] | 1. [---]tam tirikantam : entorkue : toutam[---] 2. [---]+ : s++ kom+l++ : +uitos : ozeum : ku[---] 3. [---]i : turuntas : tirikanto+ : kustai : bize+[---] 4. [---]+ : karalom : arantiotenei : ambi++[---] 5. [---]kom : atibion : taskue+s++a++[---] 6. [---]kue : usimounei : [---] 7. [---]+r+lom : ios : lu++s[---] 8. [---]+[c.2]on : +ti : esta++e[---] 9. [---]uta : to[c.4]kue[---] 10. [---]ti[c.2]n++[---] |
| Côté B | Côté B |
| 1. [---]e[c.2] i[---] 2. [---]atuz : uta : e[---] 3. isum : [c.3]ti : +[---] 4. [---]++++olo+++ : iom : u[---] 5. [---]+[c.3]toke+++ta : +ue : tizatuz[---] 6. [---][c.2]l[c.3]lez+l+toioan[---] 7. [---]toruonti : stoteroi : tas++[---] 8. [---]ko[c.4]esusimo++o+[c.3] [---] | 1. [---]atuz uta : +[---] 2. ++um : [c.3]ti+[---] 3. [---]s++olo++++om : uta[---] 4. [---][c.3]+++tinta mue tizatuz[---] 5. [---][c.2]+[c.3]lez+l+oioan[---] 6. [---][c.2]tor+onti : stoteroi : tas : +[---] 7. [---]ko++bez esusimo++o+[c.3][---] |

### Écriture de Julien Quiret et Pierre Crombet
Face A:
- [...]tam:tirikantam:entorkue:toutam[...]
- [...]:sua kombal[.]z:bouitos:ozeum:[...]
- [...]i:turuntas:tirikantos:kustai:bize[...]
- [...]a:karalom:aranti:otenei:ambi[...]
- [...]kom:atibion:taskue:.a.s[...]
- [...]kue:usimounei:[...]
- [...]karalom:ios:lu.e.s[...]
- [...]oi.u..ti:esta[...]
- [...]uta:...kue[...]
- [...]ti.. n.e[...]

Face B:
- [...]e .. i[...]
- [...]atuz:uta:e[...]
- [...]isum:..ti:[...]
- [...]olo...:iom:u[...]
- [...]toke...ta:.ue:tizatuz[...]
- [...]l..lez.l.toioan[...]
- [...]toruonti:stoteroi:tas[...]
- [...]ko..esusiomo..o[...]

## Traduction
Villar et Jordán (2001) ont proposé cette traduction en espagnol :
- Respecto al territorio (tirikantam) de Turunda y al pueblo que hay en su interior (entorkue toutam) así decidió [¿el senado?]... el camino (bouitos) sea de 4 pies (ozeum ku[etuor]i) a la entrada del tres cantos de Turunda.

Le bronze représenterait, d'après Villar et Jordán, un contentieux entre les villes de Karalon et Aranti.
Stifter (2001) proposa de traduire "tirikantam : entor-kue : toutam" par "el Senado y también el Pueblo", formule comparable à "SENATVS POPVLVSQVE".